# Piz Boval
Piz Boval är en bergstopp i Schweiz.   Den ligger i regionen Maloja och kantonen Graubünden, i den östra delen av landet, 200 km öster om huvudstaden Bern. Toppen på Piz Boval är 3 353 meter över havet, eller 63 meter över den omgivande terrängen. Bredden vid basen är 0,22 km. Piz Boval ingår i Bernina.
Terrängen runt Piz Boval är huvudsakligen bergig. Närmaste större samhälle är St. Moritz, 10,2 km nordväst om Piz Boval. 
Trakten runt Piz Boval är permanent täckt av is och snö. Runt Piz Boval är det glesbefolkat, med 17 invånare per kvadratkilometer.